# Alexandreia Bukephalos

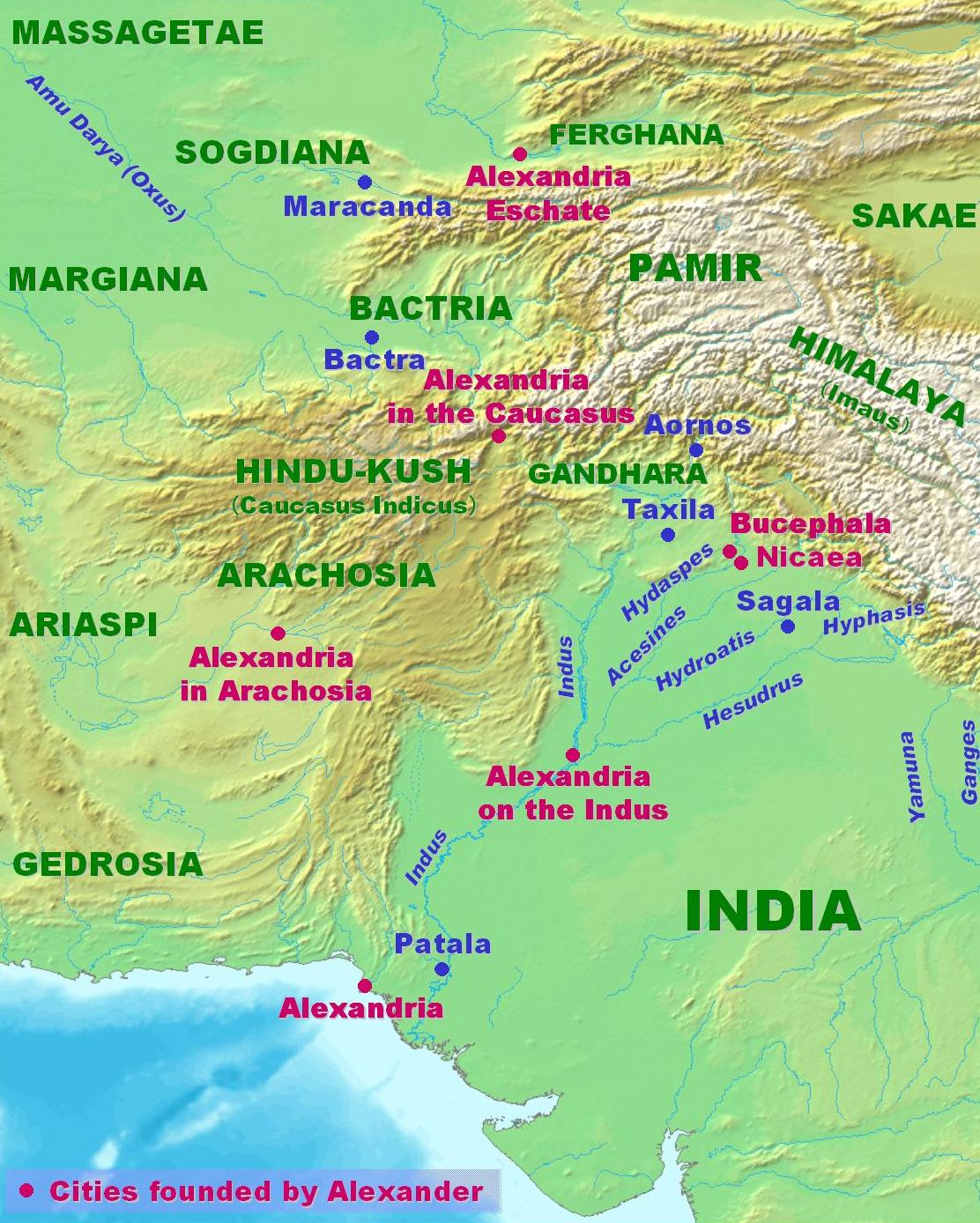
Lage von Bucephala

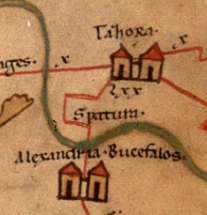
Alexandria Bucefalos auf der Tabula Peutingeriana

 Alexandreia Bukephalos, auch Alexandria Bucephalous, Bucephala, Bucephalia oder Boos Kephalai genannt, wurde um den Mai 326 v. Chr. von dem makedonischen König Alexander dem Großen gegründet.
Die Stadt Jhelam im heutigen Pakistan gründet vermutlich auf seinen Fundamenten.
Er benannte diese Stadt nach seinem getreuen Streitross Bukephalos, das 326 v. Chr. im nahe gelegenen Fluss Hydaspes während der Schlacht am Hydaspes im Alter von etwa 30 Jahren starb.
Die Einwohner von Bucephala und der Doppelgründung Nikaia am Hydaspes setzten sich aus griechischen, makedonischen und persischen Veteranen und Einheimischen zusammen. In beiden Orten gab es große Werften, was bedeuten könnte, dass sie als Handelszentrum gedacht waren.